# 薛显墓 (南京市)
薛显墓位于中国江苏省南京市玄武区太平门外蒋王庙，是明初功臣、追赠永国公薛顯的墓葬，与李文忠墓相距三百米:6。
明初功臣多安葬于南京近郊的钟山之阴等地。按照明朝制度，此类墓葬建筑分为地面建筑、地下墓室两部分。地面建筑即是按品秩、爵位等级树立的神道碑、石像生。王煥鑣在《明孝陵志》中指，钟山之阴的明孝陵陪葬墓有15座，分别是李文忠墓、汤和墓、薛显墓等。而随着时间流逝，墓葬或留存、或湮灭、或重新考古发掘:80。民国时期，在安徽省砀山县境内有薛显墓。
1974年5月，南京市文物保护管理委员会（今南京市博物馆）在钟山之阴，对一座明代墓葬进行发掘清理。根据墓志确定墓主为薛顯:6—7。与薛显墓相邻的李文忠墓，以及徐达墓等有神道碑或石像生留存，被视为明孝陵陪葬墓，日后随明孝陵列为全国重点文物保护单位和世界文化遗产。而南京薛显墓在完成清理后，是否保留，不得而知。砀山县薛显墓则是宿州市文物保护单位。

## 墓葬
薛显墓没有神道碑、石像生等地面石刻留存:81。地下墓室所在为一小土山，土层较浅。双室拱顶墓砌于岩石中，上部有约两米的封土。墓砖为南京城墙用砖:6。
出土瓷器、铁器、铜器、玉器、墓志等34件文物。墓志出土于前室，其余多在后室壁龛内。瓷器分别是韩瓶一件、碗一件，铁器分别是盘一件、镞两件、刀两件、石门门环上的锁一件。铜盏一件。玉器佩饰共二十四件，分环、璜、𤨬、佩等形式:7。

## 备注
1. ↑  韩瓶为橄榄形瓶，以韩世忠命名[1]:7。